# Ewa Poradowska-Werszler
Ewa Maria Poradowska-Werszler (ur. 1942 w Warszawie) – polska artystka plastyk, nauczyciel akademicki zajmująca się tkaniną artystyczną, sztuką włókna i aranżacją przestrzeni oraz wykładowca kursów tkackich.

## Życiorys
Jest absolwentką Państwowej Wyższej Szkole Sztuk Plastycznych we Wrocławiu. Studiowała na Wydziale Architektury Wnętrz u prof. Władysława Winczego. Dyplom magistra Sztuki otrzymała w 1967. Od 1999 docent ASP we Wrocławiu. W 2006 otrzymała tytuł profesora sztuki.
Od 1968 należy do Związku Polskich Artystów Plastyków, w latach 1992–1999 Prezydium GKR ZPAP. W 1972 założyła Grupę Tkactwa Artystycznego „10 x TAK” we Wrocławiu. Jest inicjatorem i od roku 1974 kuratorem Międzynarodowego Pleneru − Sympozjum „Warsztat Tkacki − Kowary”, który powstał przy wsparciu dyrekcji Fabryki Dywanów w Kowarach. W 1978 zorganizowała Pracownię − Galerię „Na Jatkach” we Wrocławiu. Uczestniczka wielu wystaw indywidualnych i zbiorowych. Należy do European Textile Network, Stowarzyszenia Twórczego POLART w Krakowie, Stowarzyszenia Pastelistów Polskich oraz jest honorowym członkiem Towarzystwa Wspierania Sztuk Pięknych w Krośnie.
W latach 2002–2017 była pracownikiem naukowo-dydaktycznym na kaliskim Wydziale Pedagogiczno-Artystycznym, Uniwersytetu im. A. Mickiewicza w Poznaniu.

## Publikacje
- W kręgu sztuki Wandy Bibrowicz. Im Kreis der Kunst von Wanda Bibrowicz. Fundacja na Rzecz Rozwoju Wrocławskiej Tkaniny Artystycznej, 2001. ISBN 83-916161-0-X. Brak numerów stron w książce

## Medale i odznaczenia
- Krzyż Kawalerski Orderu Odrodzenia Polski „Polonia Restituta”
- Srebrny Krzyż Zasługi
- Złota Odznaka Towarzystwa Miłośników Wrocławia
- Złota Odznaka Związku Polskich Artystów Plastyków
- Srebrna Odznaka Zasłużony dla Województwa Wrocławskiego i Miasta Wrocławia
- Odznaka Zasłużony Działacz Kultury
- Nagroda Miasta Wrocławia
- Srebrny Medal „Zasłużony Kulturze Gloria Artis” (2013)[7]
- Złoty Medal "Zasłużony Kulturze Gloria Artis" (2017)